# Xalet Refugi de Rasos de Peguera
El Xalet Refugi de Rasos de Peguera es un refugi de muntanya ubicat a la Serra d'Ensija, dins del terme municipal de Castellar del Riu i és propietat del Centre Excursionista Montserrat de Manresa.
Està situat al Berguedà, a peu de la carretera BV-4243, d’accés als Rasos de Peguera. Aquest refugi fou inaugurat el 9 de desembre de 1933 amb l’objectiu de donar aixopluc als esquiadors que amb mules o bé a peu feien el trajecte des de Berga per gaudir de l'esquí, el qual es va practicar per primer cop a Catalunya en aquest indret el desembre de 1908. És el refugi de muntanya més antic en funcionament construït amb finalitats esportives.